# Jagged Alliance 2
Jagged Alliance 2 (kurz: JA2) ist ein rundenbasiertes Strategiespiel mit Rollenspiel-Elementen, das 1999 für Windows erschien. Es ist die Fortsetzung zu Jagged Alliance. Entwickelt wurde es vom amerikanischen Spielehersteller Sir-Tech in dessen kanadischer Niederlassung. Als erstes Spiel der Reihe wurde es später auch von Tribsoft auf Linux portiert.

## Handlung
Der Spieler wird von Enrico Chivaldori, dem ehemaligen Staatsoberhaupt des fiktiven Inselstaats Arulco, engagiert. Mit einer Söldnertruppe soll er das Land von der Diktatur der Ex-Frau Chivaldoris, Deidranna Reitman, befreien. Diese hatte zunächst Chivaldoris Vater ermorden lassen und anschließend versucht, ihrem Mann den Mord anhängen zu lassen. Vor dem sicheren Tod floh Chivaldori aus seiner Heimat. Er finanziert die Aufstellung eines ersten Stoßtrupps und gibt erste Informationen zur Rückeroberung seiner Heimat. Mit Unterstützung der örtlichen Rebellen soll der Spieler zum Präsidentenpalast in der Hauptstadt Meduna vordringen und Deidranna vernichten.

## Spielprinzip
Der Spielfokus liegt wie beim Vorgänger auf der taktischen Steuerung kleiner Söldnertrupps, mit denen der Spieler in rundenbasierten taktischen Kämpfen verschiedene als Sektoren bezeichnete Gebiete von feindlichen Soldaten säubern muss, um am Ende die gesamte Insel Arulco für seine Auftraggeber zurückzuerobern. Insgesamt ist die Insel in effektiv etwa 200 begehbare Sektoren aufgeteilt. Neben dem Erobern der einzelnen Sektoren kann der Spieler kleinere Quests übernehmen, die ihm zusätzliche Belohnungen und Vorteile einbringen. Neben dem regulären Modus gibt es optional auch einen SciFi-Modus, in dem in Nebenmissionen außerirdische Gegner im Spiel auftauchen.
Ein Teil des Spiels findet auf einer Überlandkarte statt. Sie zeigt das gesamte Gebiet von Arulco und seiner einzelnen Sektoren sowie die Standorte der eigenen Trupps an. Von hier aus können Söldner über die Sektorengrenzen hinweg bewegt und Marschrouten festgelegt werden. Der Spieler hat außerdem Zugriff auf verschiedene Shops, in denen er neue Söldner anheuern oder Ausrüstung erwerben und zusenden lassen kann. Es stehen 50 unterschiedliche Söldner mit verschiedenen Fähigkeiten (aufgeteilt auf Gesundheit, Beweglichkeit, Geschicklichkeit, Kraft, Weisheit, Führungsqualität, Medizin, Sprengstoff, Technik, Treffsicherheit), aber auch manchen Eigentümlichkeiten (z. B. Klaustrophobie, Nachtangst, o. ä.) zur Auswahl. Wie in einem Computer-Rollenspiel können sich die Figuren weiterentwickeln und ihre Fähigkeiten verbessern, sei es durch Anwendung oder durch angewiesenes Training. Einige Söldner haben Beziehungen untereinander, die berücksichtigt werden müssen, da sie bspw. die Zusammenarbeit verweigern. Einen Söldner kann der Spieler zu Beginn anhand eines Fragebogens nach eigenen Vorgaben erstellen. Insgesamt kann der Spieler maximal 20 Söldner anheuern und in Trupps von maximal sechs Kämpfern organisieren. Die Figuren sind in der englischen wie auch deutschen Sprachausgabe vertont.
Ein bedeutsamer Faktor ist die Zeit, die die Trupps etwa zum Wechsel zwischen den Sektoren benötigen, der aber auch bei Nachschuborderungen, den Einnahmen und Bilanzen („Zahltag“), dem Einfliegen neuer Mitstreiter oder der Fähigkeitenschulung vorhandener Kämpfer eine Rolle spielt. Eine Funktion zur Zeitbeschleunigung ermöglicht dem Spieler, Leerlaufphasen zu minimieren. Betritt ein Söldnertrupp einen von Feinden kontrollierten Sektor, wechselt das Spiel in den Gefechtsmodus. Der Sektor wird als detaillierte isometrische 2D-Karte des Bereichs geladen. Der Spieler kann jeden Söldner einzeln steuern. Solange sich kein Gegner in der Nähe befindet, erkunden die Kämpfer die Karte in Echtzeit. Bei Feindkontakt wechselt das System in den rundenbasierten Kampfmodus. Die Züge werden in der Reihenfolge a) Söldner des Spielers, b) gegnerische Soldaten und gegebenenfalls c) weitere Fraktionen wie z. B. Einwohner, Milizen oder wilde Tiere durchgeführt. Die Handlungsmöglichkeiten jeder Figur werden durch Aktionspunkte bestimmt, die wiederum abhängig sind von den Fertigkeiten und dem Erschöpfungszustand der Spielfigur. Mögliche Aktionen sind beispielsweise Schießen, Laufen, Niederknien, das Öffnen von Türen oder die Verwendung von Inventargegenständen. Es gibt unterschiedliche Höhenstufen (z. B. auch Dächer) und die Anwahl verschiedener Trefferzonen (Kopf, Torso, Beine), die die Trefferwahrscheinlichkeit beeinflussen. Sind alle Gegner besiegt, wechselt das Spiel zurück in den Echtzeit-Modus.
Innerhalb des Sektors kann der Spieler z. B. in Gebäuden nützliche Gegenstände, Waffen, Munition oder Geld finden. Die geschickte Nutzung der vorhandenen Geldressourcen und Ausrüstungsgegenstände bildet einen weiteren Schwerpunkt des Spiels. Die Söldner verlangen regelmäßige Bezahlung, regelmäßige Einnahmen können nur durch das Erobern und Halten der Erzminen auf der Insel gewonnen werden. Gleichzeitig startet der Computergegner häufig Gegenangriffe zur Rückeroberung verlorener Sektoren. Um die Sektoren zu halten, können Bewohner als Milizen angeworben werden, die den Spieler im Kampf unterstützen. Ebenfalls ist es möglich, mit den Bewohnern zu handeln. Einige bitten den Spieler im Rahmen der Dialoge um Unterstützung bei kleineren, optionalen Nebenaufgaben.
Das Spiel ist gewonnen, sobald der Spieler den Präsidentenpalast erobert und Deidranna ausgeschaltet hat.

## Entwicklung und Veröffentlichung
Jagged Alliance 2 entstand unter der Leitung von Serienschöpfer Ian Currie bei Sir-Techs kanadischem Entwicklerstudio. Im Vergleich zu Jagged Alliance wurde die Grafik von 320×200 auf 640×480 Bildpunkte und 16- statt 8-Bit Farbtiefe erhöht. Die Söldner erhielten auf der taktischen Kartenansicht zudem ein individuelles Aussehen. Ursprünglich wollte Sir-Tech das Spiel bis zum Herbst 1998 fertigstellen, verschob die Veröffentlichung aber wegen zahlreicher Programmfehler auf das Folgejahr. Dabei wurden auch problematische Funktionen wie der Luftkampf gestrichen. In Deutschland brachte TopWare Interactive das Spiel am 19. April 1999 in den Handel.
2000 veröffentlichte Sir-Tech noch die alleine lauffähige Erweiterung Jagged Alliance 2: Unfinished Business, bevor die Softwarefirma 2001 die Spieleentwicklung aufgab. Im selben Jahr portierte das Unternehmen Tribsoft Jagged Alliance 2 auf Linux. 2002 erwarb der kanadische Publisher Strategy First die Markenrechte an Jagged Alliance. Im gleichen Zug übernahm das Unternehmen auch einen Großteil des Entwicklerteams von Sir-Tech, darunter Serienschöpfer Ian Currie, kündigte Planungen für die Entwicklung eines dritten Teils an und brachte eine Gold-Edition einer verbesserten Fassung von Jagged Alliance 2 einschließlich des Add-ons Unfinished Business auf den Markt. Diese Gold-Edition beinhaltete neben Bugfixes auch eine Überarbeitung der Waffenbalance, eine überarbeitete Benutzeroberfläche und den Iron-Man-Schwierigkeitsgrad. Zunächst jedoch brachte Strategy First 2004 in den USA ein allein lauffähiges Add-on namens Jagged Alliance 2: Wildfire einschließlich des Quellcodes des Spiels auf den Markt. Die deutsche Version wurde im April 2005 von der Topware-Nachfolgerfirma Zuxxez veröffentlicht. Am 2. Dezember 2008 wurde Jagged Alliance 2 über Good Old Games als kaufbarer Download wiederveröffentlicht.
Mit der JA2-Quellcodefreigabe ist das Spiel für weitere Plattformen spielbar geworden. Durch das JA2-Stracciatella-Projekt wurde SDL als unterliegende Bibliothek implementiert und damit eine Plattformunabhängigkeit erreicht. Infolge wurde Jagged Alliance 2 durch Faninitiativen auf weiteren Systemen spielbar, z. B. Android-Smartphones, AmigaOS4, oder Mac OS X.

## Rezeption

### Kritiken
Jagged Alliance 2 erhielt zahlreiche positive Wertungen. Verglichen wurde es unter anderem mit den historischen Konkurrenten der X-COM-Reihe, aber auch dem zeitgleichen Commandos: Hinter feindlichen Linien.

„Da soll doch jemand behaupten, rundenbasierte Strategiespiele seien eine Sache der Vergangenheit. JA2 kann zwar grafisch nicht besonders glänzen, beweist aber eindrucksvoll, daß Spielspaß nicht aus opulenter Effekthascherei, sondern aus durchdachtem Gameplay entsteht. Kaum ein Spiel vereint so viele Genres auf so unterhaltsame Weise miteinander wie TopWares langerwarter Titel.“

„Was lange währt wird endlich … genial! Alle Vorzüge des legendären Vorgängers wurden beibehalten und sogar noch ausgebaut. Nach wie vor ist die typische Mischung aus Strategie- und Rollenspiel-Elementen absolut reizvoll.“

„Jagged Alliance 2 verspricht ein Spielerlebnis der intensiven Art: Bei einem Quicky während der Mittagspause ist in Arulco nichts auszurichten, doch wer wirkliche Herausforderung und perfekte Integration in eine schlüssige Spielumgebung sucht, wird begeistert sein – auch und gerade darüber, wie sanft der Schwierigkeitsgrad trotz des nichtlinearen Gameplays ansteigt.“

### Auszeichnungen
- PC Player: Gold Award[22]
- PC Joker: Hit Award[2]
- PC Action: Gold Award
- PC Games: Spiel des Monats[1]

### Retrospektiven
2012 führte die PC Games das Spiel als eines der 50 bedeutendsten Spiele der vergangenen 20 Jahre, u. a. wegen der Charakterzeichnungen der Söldner und seiner Nichtlinearität.

## Add-ons

### Jagged Alliance 2: Unfinished Business
Jagged Alliance 2: Unfinished Business (kurz JA2:UB) kam im Dezember 2000 als offizielle, von Sir-Tech entwickelte und allein lauffähige Erweiterung zu Jagged Alliance 2 auf den Markt. Der Spieler kann über eine Importfunktion seine Söldner inklusive ihrer angepassten Werte aus dem Hauptteil übernehmen. Neues Einsatzgebiet ist das Nachbarland von Arulco, Tracona. Die dort ansässige Firma Ricci Mining versucht, ihre früheren Minen auf Arulco mit Hilfe korrupter Militärs zurückerobern. Sie drohen damit, Langstreckenraketen auf Arulco abzufeuern. Der Spieler muss rechtzeitig die Abschussbasis finden und vernichten, um dies zu verhindern.
Das Spielgebiet in Unfinished Business fällt deutlich kleiner aus, Tracona besteht nur noch aus 20 Sektoren. Auch werden die Söldner nicht mehr tage- oder wochenweise angeheuert. Gegen Zahlung eines Einmalbetrags stehen sie anschließend für das gesamte Spiel zur Verfügung. Enthalten war dafür ein Karteneditor, der als Grundlage für Fan-Mods diente.

### Jagged Alliance 2: Wildfire
Ursprünglich war Jagged Alliance 2: Wildfire eine Modifikation des Hauptspiels Jagged Alliance 2 durch das Community-Mitglied Serge „Wildfire“ Popov, die alle Waffen, Landschaften, Strukturen, Gegner und deren KI dahingehend veränderte, ein noch realistischeres Spielgefühl zu erreichen. Sie wurde im März 2004 von Strategy First als offizielles Serienprodukt in den USA auf den Markt gebracht, in Deutschland kam das Spiel über Zuxxez Entertainment im April 2005 in den Handel. Der US-Version wurde der Quellcode von Jagged Alliance 2 beigelegt. Der Quelltext bildete die Grundlage einer regen Modding-Szene zum Spiel, die inhaltliche Erweiterungen, technische Verbesserungen und Fehlerkorrekturen hervorbrachte.

## Modding
Durch Veröffentlichung des Karteneditors mit Unfinished Business und des Quellcodes durch Wildfire, entstand eine aktive Modding-Community, die zahlreiche Modifikationen und Fan-Inhalte veröffentlichte.
Eine der umfangreichsten Überarbeitungen und auch in der Presse rezipierten Mods entstand unter der Bezeichnung Jagged Alliance 2 1.13 auf Basis des Wildfire-Quellcodes. Sie erweitert das Spiel nicht um neue Karten oder Aufgaben, sondern konzentriert sich ähnlich einem Patch hauptsächlich um die Verbesserung der bereits vorhandenen Funktionen. Die Verbesserungen und Erweiterungen betreffen unter anderem die Bedienbarkeit des Programms, die KI und die Waffen- oder Munitionsauswahl, erhöhen aber auch die Moddingfreundlichkeit, da viele in Binärdateien fest gespeicherte Informationen in editierbare XML-Dateien ausgelagert wurden. Dadurch wurde die Einfügung eigener Inhalte, wie z. B. Gegenstände und Waffen, erleichtert und ihr Verhalten stärker an die realen Vorbilder angelehnt. In einigen Punkten, wie der maximalen Anzahl der Gegenstände oder der Größe der Spielumgebung, wurden die spiel-internen Grenzen angehoben. Weitere Verbesserungen betreffen die Grafikauflösung, die sich zusätzlich auf 800×600 und 1024×768 anheben lässt. Milizen können nun besser gesteuert und befehligt sowie Gegenstände bereits im Sektoreninventar verkauft werden. Neue Wettereffekte (Starkregen, Blitze) beeinflussen die taktischen Kämpfe zusätzlich.
Auch JA2-Stracciatella behebt ähnlich einem inoffiziellen Patch technische Fehler wie Pufferüberläufe, verändert jedoch nicht die Spielmechanik oder das Balancing. Seit März 2013 existiert zudem eine Unterstützung für Bildschirmauflösungen größer 800×600.

## Nachfolger
Entgegen der Ankündigung veröffentlichte Strategy First niemals einen dritten Teil zu Jagged Alliance. Die Versuche zur Fortführung und Wiederbelebung der Marke verliefen im Sande. Aus einem JA2-Fanprojekt namens „E5“ entstand 2006 in Russland das spielerisch ähnliche Brigade E5 - New Jagged Union und 2007 sein Nachfolger Brigade 7.62 - High Calibre. Erst nach Veräußerung der Markenrechte 2010 an den deutschen Publisher bitcomposer Games erschienen erstmals wieder Spiele unter dem Titel Jagged Alliance.

### Jagged Alliance 3D
Jagged Alliance 3D war der Ankündigungstitel einer geplanten Fortführung durch den russische Entwickler GFI. Das Spiel wurde mehrfach verschoben, legte 2007 den Jagged-Alliance-Titel zugunsten des neuen Namens Jazz: Hired Guns ab und kam letztlich als Hired Guns: The Jagged Edge im Jahr 2008 in den Handel.

### Jagged Alliance: Back in Action
2010 erwarb der bitcomposer Games die Markenrechte an der Reihe und kündigte die Fortführung an. Nach Verzögerungen erschien am 9. Februar 2012 das vom deutschen Entwicklerstudio Coreplay entwickelte Jagged Alliance: Back in Action. Es handelt sich um ein Remake von Jagged Alliance 2, das die Handlung in eine 3D-Grafik und ein pausierbares Echtzeitkampfsystem transferiert. Die Bewertungen fielen gemischt aus. 2014 wurde eine Portierung für Mac OS X und Linux veröffentlicht. Bereits 2012 war ein allein lauffähiges Add-on unter dem Titel Jagged Alliance: Crossfire erschienen.